# Primorié pendant la guerre civile russe

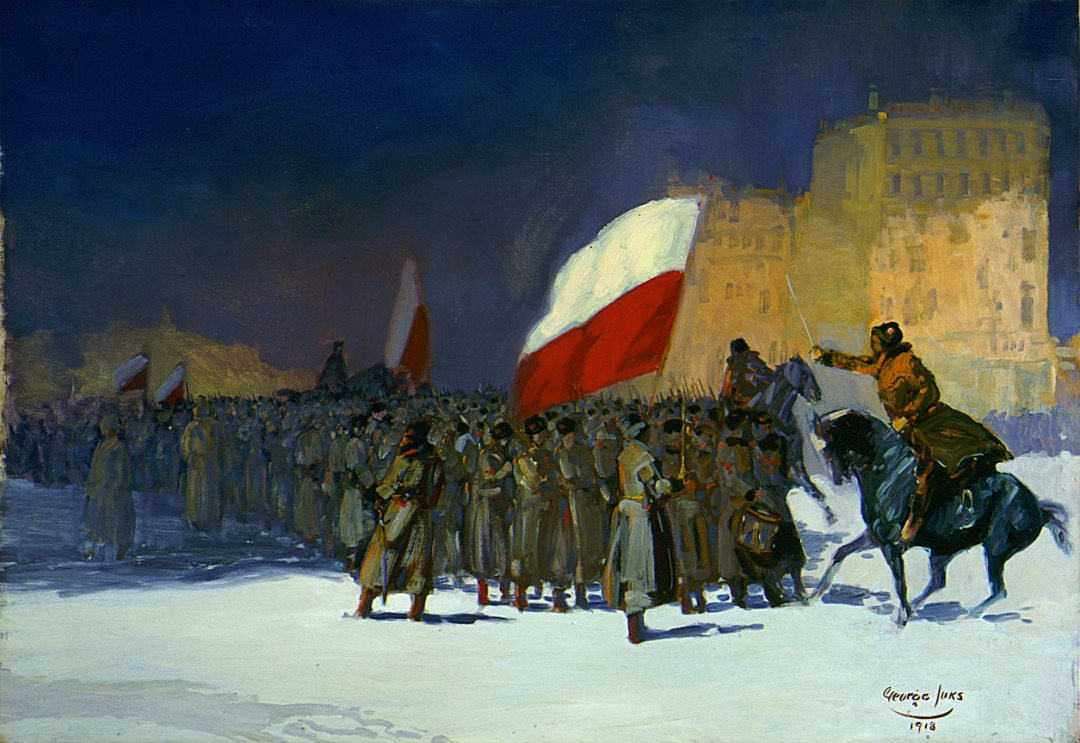
L'armée tchécoslovaque entre à Vladivostok, en Sibérie, en 1918, huile sur toile, 92,7 x 135,5 cm. Musée d'Art du comté de Los Angeles, George Luks.

Le Primorié, région extrême-orientale russe, vit les révolutions russes de 1917 et la guerre civile russe qui s'ensuit de 1917 à 1923. Contrairement à la Russie européenne, le Primorié subit peu d'évènements violents. Dès l'été 1918, l'intervention en Sibérie fait que les alliés, en particulier l'Empire japonais, occupent le territoire, et pacifient en partie la région. Cela favorise la naissance d'un État à partir de 1921, le gouvernement provisoire du Priamour, dirigé par des fidèles des Armées Blanches. Cet État tampon permet de séparer les communistes de la république d'Extrême-Orient du Japon anti-communiste. Le Primorié reste du côté des Armées Blanches jusqu'au retrait des troupes japonais en octobre 1922. La chute de Vladivostok, à la suite de l'opération du Primorié, le 25 octobre 1922 marque la fin des combats majeurs de la guerre civile russe dans tous le pays, avec la prise de la ville par les communistes.

## De février à octobre 1917

### De février à mai
Le Primorié resta à l'écart de la révolution de Février, et quand Nicolas II abdique le 2 mars 1917, Vladivostok apprend la nouvelle le lendemain. Des réunions eurent alors lieu, adoptant des résolutions en faveur du soviet de Petrograd. Le Primorié devient politiquement instable, et le pouvoir dans la région appartient désormais au commissaire de région, nommé par le gouvernement provisoire. Le 4 mars, Vladivostok tient une élection pour élire son soviet des députés ouvriers et des délégués des soldats, et c'est S.M. Goldbreih, un bolchévique, qui en devient le président. Le même jour, les soviets de Soutchan et de Nikolsk-Oussouriïsk sont formés, puis le 7 mars celui d'Anoutchino. Entre le 11 et le 13 mars, une réunion des cosaques de l'Oussouri se tient, qui vote pour démettre de ses fonctions l'ataman, qui est remplacé par un comité exécutif élu.

En mai, des congrès paysans, avec la présence de cosaques, ont lieu à travers le Primorié, et qui discutent sur une éventuelle abolition de la propriété privée, afin de transférer les terres agricoles aux paysans et cosaques. Le Conseil régional des députés paysans de Primié est élu, dirigé par N.L. Nazarenko, et des soviets paysans et cosaques apparaissent à travers le territoire, comme à Anoutchino, Razdolnoïe ou à Sergueïevka. Toujours en mai ; le comité municipal de Vladivostok du POSDR élit un président A.Y. Neibout, un bolchevik. Les partis politiques émergent au Primorié, principalement les deux de gauches ; le parti socialiste-révolutionnaire et le Parti ouvrier social-démocrate de Russie, qui contient lui les deux factions que sont les bolcheviks et les mencheviks. En septembre, le POSDR compte 5 000 militants en Extrême-Orient, principalement concentrés au Primorié, dont 2 000 bolcheviks,.

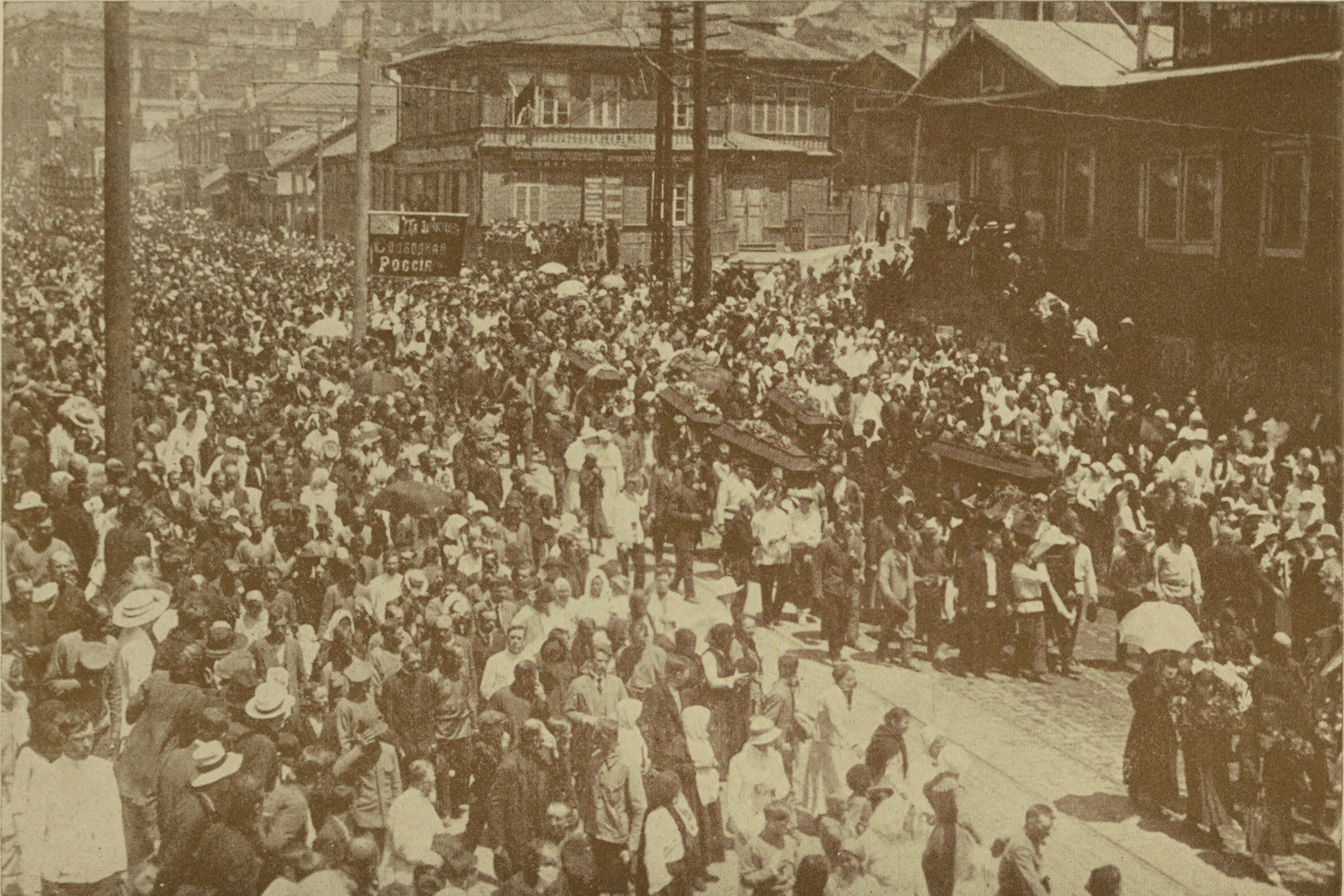
Manifestation pro-soviétique en 1917 à Vladivostok.

En mai à Vladivostok, un congrès régional des soviets a lieu, pour discuter sur les questions politiques les plus importantes, que ce soit vis-à-vis de la guerre, du gouvernement provisoire, des élections à la douma ou autres. Ce congrès élit le comité régional des soviets, dominé par les SR et les menchéviks, même si dirigé par L.E. Gerassimov, un bolchévique jusqu'en août, avant d'être dirigé par N.A. Vakouline, un menchevik.

### Été-automne 1917
À Vladivostok le 2 septembre, une journée de travail de 8 heures est instaurée dans les entreprises étatiques, et 6 heures pour les ouvriers. Les syndicats ont le vent en poupe, avec plus de 36 000 travailleurs syndiqués en juin 1917. Les partis de gauche, via le soviet, ont essayé d'augmenter leur influence dans l'armée, qui compte plus de 40 000 soldats et 6 000 marins au Primorié. Après les journées de juillet 1917, les relations entre les partis de gauche et les bolcheviks se tendent fortement, et en septembre, ces derniers établissent le bureau régional du POSDR (b), dirigé par Neibut. Avec l'affaire Kornilov, l'influence des bolchéviks s'accroît fortement au Primorié et à Vladivostok et dans leurs soviets. Le 28 août, des comités réunissant tous les partis se forment, signe d'apaisement entre les partis. Le 29 août, le comité exécutif conjoint du Soviet de Vladivostok (dirigé par S.N. Mikhaïlov du SR) prend le pouvoir à Vladivostok. Un bolchévique, A.M. Krasnochtchekov, est envoyé à Nikolsk-Oussouriïsk pour diriger le comité municipal local du POSDR (b) et surtout le bureau central des syndicats de la région.
Des gardes rouges se forment au cours de septembre sous la direction des bolchéviks, comme à Vladivostok, Iman et Nikolsk-Oussouriïsk. La commission militaire du soviet de Vladivostok, établi alors, est créée pour les aider. Après la fin de l'affaire Kornilov en septembre, le comité régional des soviets, sous les ordres du gouvernement provisoire, ordonne la dissolution de tous les comités exécutifs unis où plusieurs partis sont réunis. Mais le comité exécutif uni du Soviet de Vladivostok reste au pouvoir grâce à la coopération des branches locales des partis, et il est alors dirigé par le bolchévik A.P. Alyutin. Mais dans l'ensemble, la région devient de plus en plus bolchévique, comme dans les soviets de Nikolsk-Oussouriïsk ou de Soutchan. Dans les campagnes, où les soviets paysans n'existent quasiment pas, des comités provisoires se forment, qui doivent selon les ordres du gouvernement provisoire être remplacés par des zemstvos, dont les élections commencent à l'automne 1917.

## Arrivée des Soviétiques (novembre 1917 - juin 1918)

### La nouvelle de la prise du pouvoir par les bolcheviks
La nouvelle de la révolution d'Octobre arrive le 26 octobre (8 novembre 1917 dans le calendrier grégorien) au Primorié, soit le lendemain, via des télégrammes. Mais l'information reste au tout début secrète, tenue par la direction du commissaire régional du gouvernement provisoire qui reçoit les télégrammes. Ainsi, elle annonce que les bolchéviques ont lancé des agitations à Petrograd. Le Soviet de Vladivostok, dans une déclaration publiée le 28 octobre, dit que « le seul moyen [...] de sauver le gouvernement central révolutionnaire est la formation immédiate d'un gouvernement central homogène, basé sur les Soviets d'Ouvriers, de Soldats et députés paysans, pour la convocation immédiate de l'Assemblée constituante ».

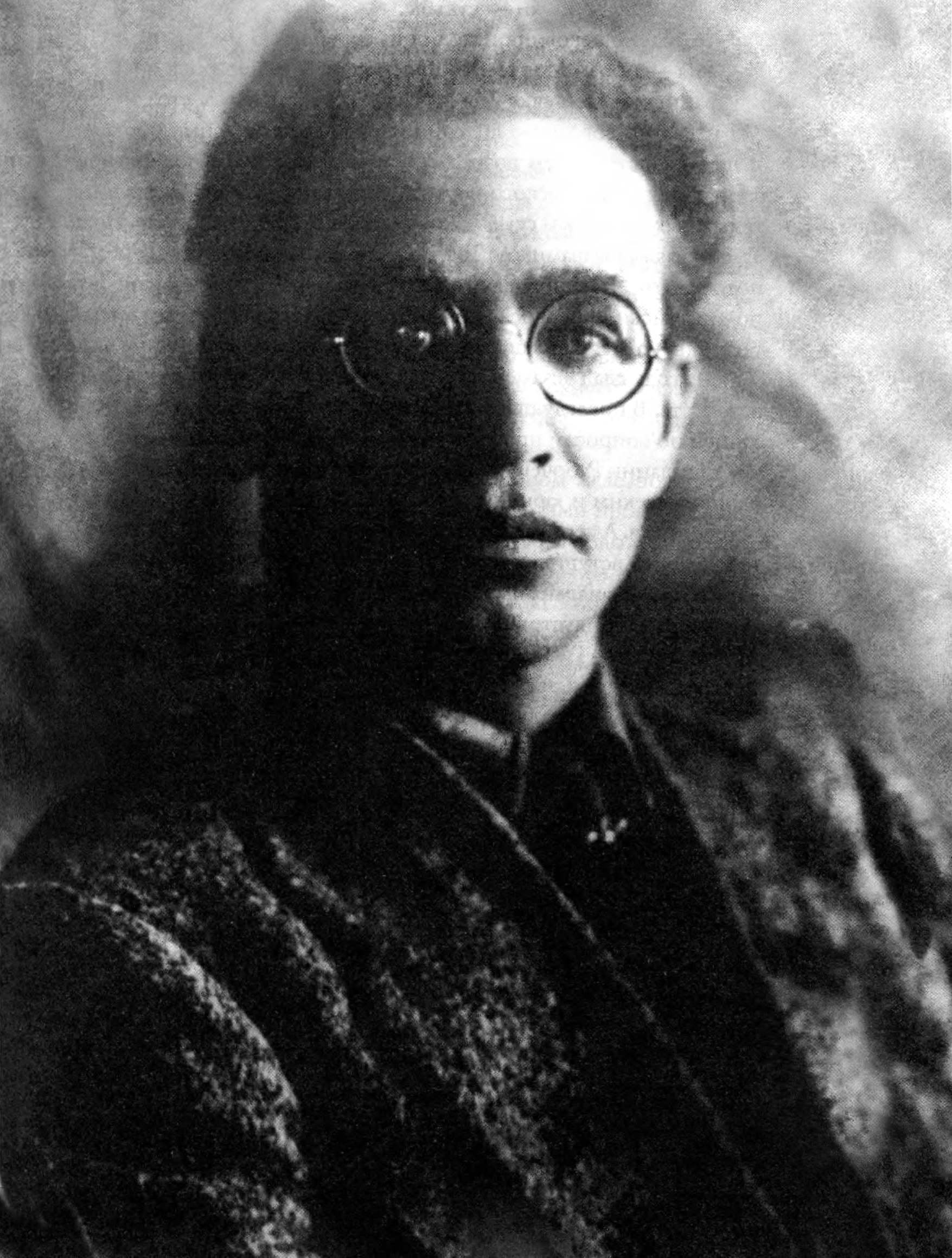
Alexandre Krasnochtchekov

Mais lors du retour début novembre des délégués du Primorié au deuxième congrès panrusse des Soviets qui s'est tenu à Petrograd entre le 25 et 27 octobre (7 au 9 novembre dans le calendrier grégorien), les informations réelles sont révélées. Ils informent aussi la publication des décrets de Lénine (sur la paix, la terre, les nationalités et le contrôle ouvrier) et de la création du Sovnarcom. En réponse, les comités exécutifs conjoints des Soviets de Vladivostok et de Nikolsk-Oussouriïsk, ainsi que le soviet de Soutchan annoncent la reconnaissance su Sovnarcom. Toujours ce mois-ci, des zemstvo et des gouvernements locaux se forment à travers le Primorié. Ces conseils municipaux étaient élus au suffrage universel direct.

### Organisation du pouvoir communiste au Primorié
Juste avant le IIIe Congrès régional des Soviets du 11 décembre 1917, un bureau régional des zemstvos et des gouvernements locaux a été formé à Khabarovsk, et un conseil régional du zemstvo est apparu au Primorié. Le IIIe Congrès, du 12 au 20 décembre, est présidé par Krasnochtchekov, qui décida de ne pas reconnaître le bureau régional des zemstvos de Khabarovsk, et il proclama le pouvoir soviétique dans le territoire. Il fit à la place élire le Comité régional des soviets et des gouvernements locaux. Les zemstvo et gouvernement municipaux, déjà pas satisfaits des politiques économiques, ont cherché à récupérer du pouvoir, et ils étaient soutenus par les corps consulaires présents à Vladivostok des puissances alliées, hostiles aux bolchéviks.
Le IIIe Congrès régional des Soviets décida de la création du Conseil régional de contrôle ouvrier a été formé, pour contrôler la production et la distribution industrielle et commerciale dans les usines de la région. Mais cette introduction du contrôle ouvrier a rendu les activités inefficaces, et ce n'est qu'en avril 1918 avec la création du Conseil économique régional que de l'ordre fut remis en place. Dans les zones rurales, le pouvoir soviétique a interdit la saisie de terres par les cosaques et a restreint sur le paiement des loyers. Les paysans ont gagné des terres, et ont reçu des aides et des semences. Enfin, le pouvoir soviétique a commencé à recruter pour l'Armée rouge, en plus des gardes rouges. Les relations devenaient de plus en plus tendues au Primorié, et surtout concernant les cosaques. Les cosaques de l'Oussouri voulaient une grande autonomie, ce qui signifiait une indépendance vis-à-vis des soviets.

### Implication de puissances étrangères et de forces blanches
En janvier 1918, deux croiseurs japonais et anglo-américain entrent dans le port de Vladivostok. Le même mois, le IVe Cercle militaire  élit Ivan Kalmykov comme ataman, qui entame des contacts avec les représentants de la France, du Royaume-Uni et du Japon, afin d'avoir un soutien financier. Il recherche une certaine autonomie voire l'indépendance vis-à-vis des bolcheviks. Il commence aussi à former un détachement sur les emprises du chemin de fer de l'Est chinois. En mars; la réunion du cercle militaire démit Kalmykov de ses fonctions, remplacé par un partisan soviétique ; G.M. Chevtchenko. Dans les campagnes, des conseils de paysans et cosaques pro-soviétiques se formèrent.
Le 4 avril 1918, deux citoyens japonais sont assassinés à Vladivostok lors de l'attaque du bureau d'import-export japonais « Ishido ». En conséquence, le 5 et 6 avril 1918, officiellement pour protéger leurs nationaux, des navires japonais et anglais ont débarqué à Vladivostok, avec plus de 15 000 troupes stationnant dans la ville. Face à ça, Lénine met en garde dans une directive envoyée au Soviet de Vladivostok la possibilité d'une intervention alliée, et demande que des préparatifs soient faits ainsi que l'évacuation des marchandises importantes. Cependant, fin avril, les troupes sont rappelées sur les navires.
Dans la zone du chemin de fer de l'Est chinois en Mandchourie, des détachements de Dimitri Khorvat, de Grigori Semenov et de Kalmykov sont formés au cours du printemps 1918. Le premier détachement des légions tchécoslovaques partant de la Russie arrive à Vladivostok le 26 avril 1918, faisant que ces légions contrôlent désormais tout le transsibérien. Ces mouvements régionalistes sibériens de blancs se préparent alors à prendre le pouvoir, alors que dès mai, la légion tchécoslovaque se révolte en Sibérie le long du transsibérien. Cette révolte provoque la division des zones tenues par les rouges, entre l'Europe d'une part et l'Extrême-Orient d'autre part. Dès décembre 1917, les puissances alliées s'étaient entendues sur une intervention alliée en Russie dans différentes zones, y compris en Sibérie. L'arrivée en avril de troupes était une sorte de répétition et de préparatif de cette intervention à venir.

## Prise par les Armées blanches

### Arrivée du gouvernement provisoire sibérien

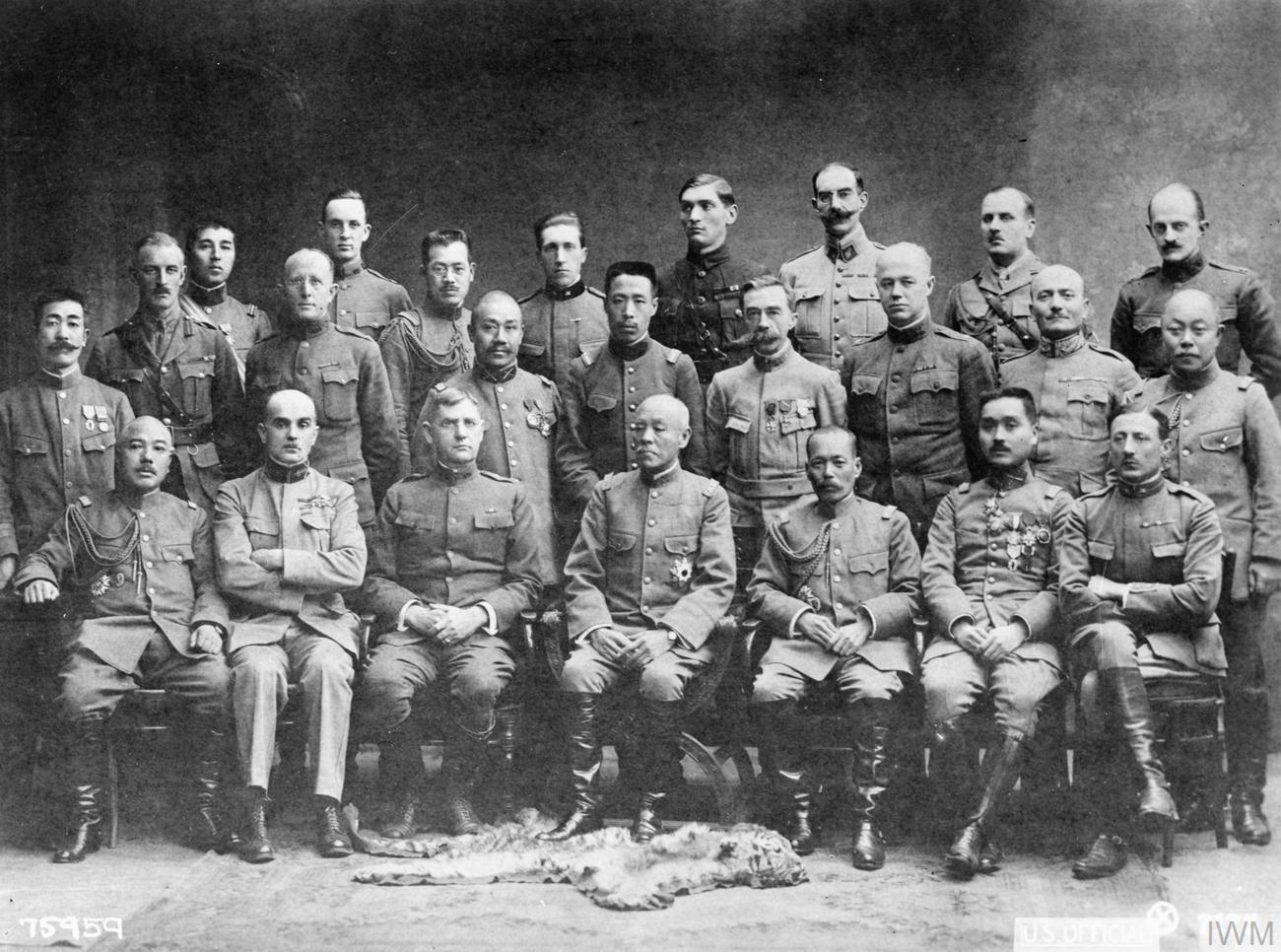
Siberia- Civil War and Western Intervention 1918-1920. Commandants alliés de l'Intervention en Sibérie, avec au premier plan William S. Graves (3e) et Gaston Renondeau en arrière-plan (6e). Vladivostok, 1918.

Le gouvernement provisoire Sibérien autonome (G.P.S.A.), fondé le 10 février à Tomsk, avec comme président Piotr Iakovlevitch Derber, et installé à Harbin depuis mars, organise un coup d'État à Vladivostok le 29 juin 1918, avec l'aide de Mikhaïl Dieterechs et de 10 000 légionnaires des légions tchécoslovaques. Il arrête le comité exécutif du Soviet de Vladivostok, dont son président Konstantine Soukhanov. Le gouvernement, de tendance SR-menchévik, arrive au pouvoir, tandis que le Conseil des commissaires du peuple d'Extrême-Orient (le Dalsovnarkom) déclare la loi martiale au Primorié. Le 30 juin, le GPSA de Derber doit laisser sa place au gouvernement provisoire de la Sibérie autonome, Derber n'ayant pas d'armée pour contester. Ce coup de palais est dû à l'appartenance de Derber au SR, mal vu chez les armées blanches.
Des combats ont lieu d'abord à Volno-Nadejdinskoïe au niveau de sa gare, puis à Nikolsk-Oussouriïsk à partir du 3 juillet 1918. Dans cette ville, les unités de l'Armée rouge et de la garde rouge se replient vers la gare, avant d'être défaits par les légions tchécoslovaques le 8 juillet 1918. Les bolcheviks se replient vers le nord, et le 16 juillet 1918, les rouges perdent la ville d'Iman.
Fin juillet, les troupes rouges au Primorié comptaient environ 15 000 soldats, avec un certain V.V. Sakovitch à leurs têtes, qui ordonna de lancer une offensive générale contre les armées blanches le 31 juillet. Dans la nuit du 1er août, ils attaquèrent la colline fortifiée de Kaoul au sud de Lessozavodsk, alors tenue par les tchécoslovaques. À 5 heures du matin, l'artillerie, positionnée sur les hauteurs à Glazovka, commença son travail tandis que les infanteries affrontaient les blancs en face. L'Armée rouge a fait irruption dans les tranchées, et la bataille dura 12 heures. Ils durent se retirer à Kraïevski, à 40 km au sud.

### Début de l'intervention alliée et imposition de Koltchak

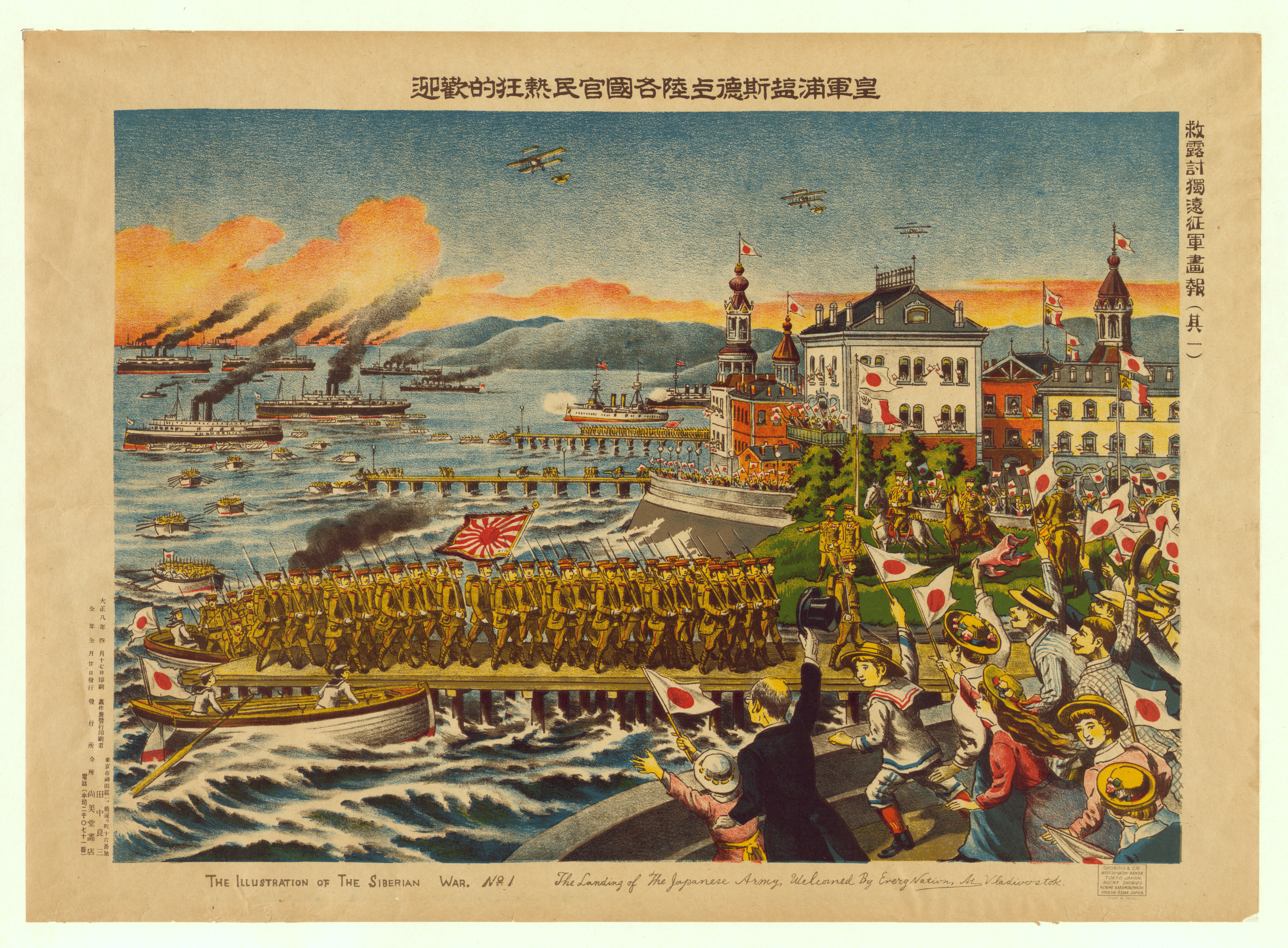
Lithographie japonaise de propagande du débarquement de troupes à Vladivostok.

Mais le 1er août est aussi la date de début de l'intervention alliée en Sibérie, avec le débarquement de troupes françaises, japonaises, anglaises, canadiennes, italiennes et américaines principalement à Vladivostok. Face à ça et ainsi de l'avancée des troupes blanches vers le nord, le Dalsovnarkom ordonne au 4 septembre d'abandonner la région, en se retirant dans l'oblast de l'Amour. Le Dalsovnarkom décida aussi de passer à la clandestinité et donc à la résistance.

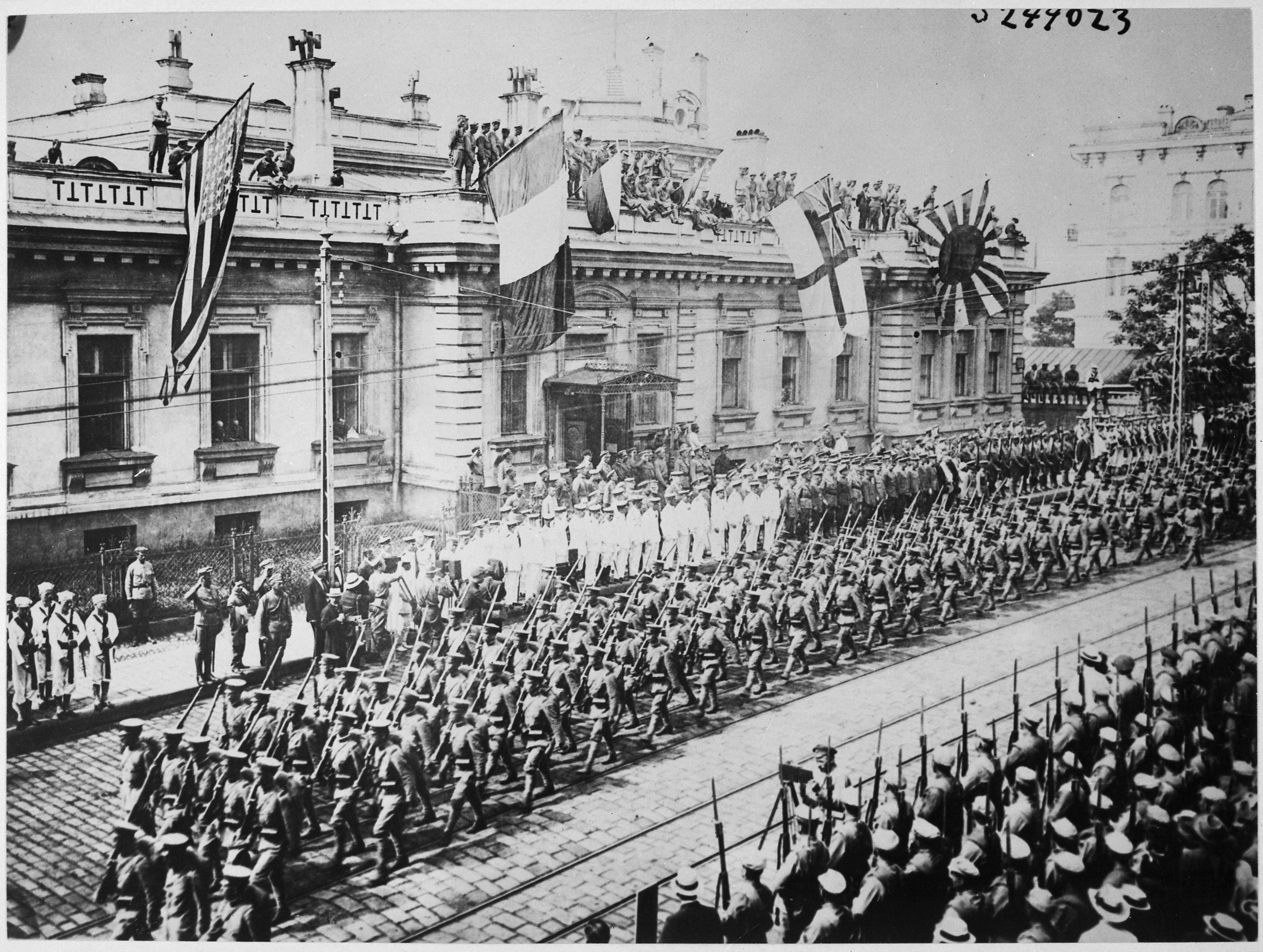
Troupes alliées (américaines, françaises, britanniques et japonaises) lors d'une parade à Vladivostok en 1918.

Dès août 1918, un comité clandestin des bolchéviks fut créé à Vladivostok, qui se transforma en comité régional en décembre et début 1919 en Comité régional d'Extrême-Orient du RKP (b), dirigé par un certain I.G. Kouchnarev. En plus des bolchéviks, d'autres factions de gauche participèrent à ces entités secrètes.

Le 3 novembre, le gouvernement provisoire de Sibérie autonome se dissout, en reconnaissait le directoire, créé le 23 septembre, avec Omsk comme capitale à partir du 9 octobre (c'était Oufa entre le 23 et le 9). Le 18 novembre 1918, l'Amiral Koltchak provoque un coup d'État à Omsk, et nomme Dimitri Khorvat comme haut-commissaire du gouvernement de Koltchak pour l'Extrême-Orient. En juillet 1919, ce dernier fut remplacé par Sergueï Rozanov. Au cours de cette période, des gestionnaires ont été nommés à la tête des régions et comtés pour assurer une stabilité. Mais le gouvernement de Koltchal, qui voulait dénationaliser et rétablir une économie de marché faisait face à une crise économique importante, avec un rouble déprécié, une banque centrale inexistante et une envolée des prix. Toujours le 18 novembre, Soukhanov fut tué, et les premières semaines des centaines de personnes sympathisantes des soviétiques furent arrêtées et abattues. Les personnes sympathisantes, et qui n'étaient pas tuées dans d'autres régions, étaient envoyées par train dans des prisons du Primorié. 
Pour les ouvriers et les syndicats, ils étaient traités avec prudence par le gouvernement. Les syndicats, sympathisants des bolchéviks, restèrent autorisés, mais surveillés. Au printemps 1919, des grèves eurent lieu, et en juillet-août des grèves générales furent réprimés dans le sang. Sachant qu'il n'avait pas les ouvriers de son côté, le nouveau gouvernement voulu gagner les paysans, en leur offrant des terres appartenant aux cosaques. En effet, Koltchak et les cosaques étaient certes du même côté, mais ils ne s'entendaient cependant pas. Les troupes japonaises étaient très mal vues au Primorié, à cause de leurs excès comme des exécutions massives et des vols. Ils n'avaient d'ailleurs que très peu de considération envers Koltchak, faisant plutôt leur propre loi.

### Le renversement progressif de la balance vers les rouges

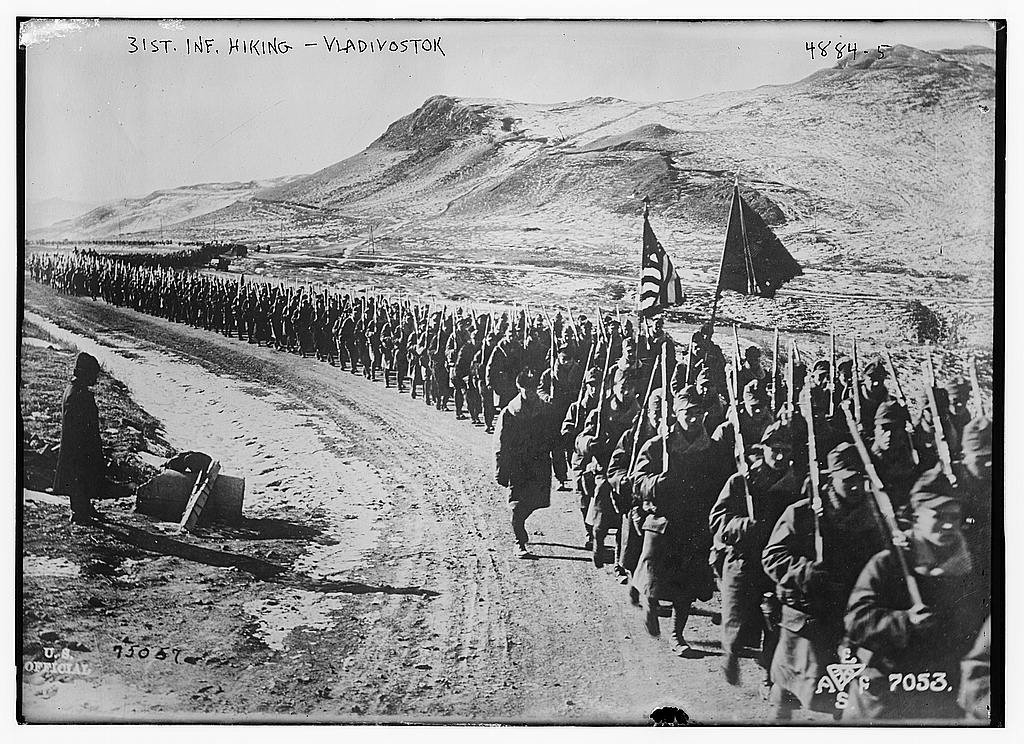
Soldats américains près de Vladivostok le 27 avril 1919.

En décembre 1918, le mouvement partisan au Primorié contre le gouvernement de Koltchak a monté en puissance, avec comme première raison la mobilisation des jeunes au sein de l'Armée de Koltchak. Ainsi, les premiers réseaux sont apparus dans la vallée de la Partizanskaïa, dirigés par N.K. Ilioukhov. Au printemps, des réseaux étaient déjà actifs à Nikolsk-Oussouriïsk, Tetioukha, Tchougouïevka, Spassk-Dalni, Iman et dans la plaine du Khanka, avec en tout plus de 3 000 personnes  dans les rangs, quasi exclusivement des bolchéviques.
En avril 1919 eut lieu la IIIe Conférence d'Extrême-Orient du RKP (b), qui a envoyé les bolchéviks Sergueï Georgiyevitch Lazo, Moïsseï Goubelman et A.P. Anioutine pour coordonner les réseaux de partisans. Le 21 mai 1919, une grève des mineurs exigea le retrait des troupes américaines et japonaises du Primorié, et en juillet, une grève générale des cheminots du chemin de fer d'Oussouri, du port de Vladivostok et d'autres entreprises a lieu. Par ailleurs entre le 23 et 25 juin, des détachements de partisans dirigés par Lazo ont gagné des unités interventionnistes dans la vallée de la Partizanskaïa.
Entre le 27 juin et le 7 juillet 1919 eut lieu à Sergueïevka un congrès d'ouvriers, qui a appelé la population à lutter contre le gouvernement de Koltchak et les troupes alliées. Un certain I.V. Slinkine fut nommé, et Lazo fut nommé commandant des détachements partisans du Primorié. Pour les contrer, le gouvernement et les interventionnistes ont envoyé à maintes reprises des détachements qui ont détruit la plupart des réseaux partisans. Les quelques-uns subsistants menaient désormais des actes de sabotage envers les chemins de fer et les garnisons blanches. Rien qu'à l'été et à l'automne 1919, le mouvement mené par Sergueï Lazo a détruit 350 ponts. Il y avait en tout plus de 6 000 forces blanches mobilisées pour réprimer les détachements partisans en juillet 1919 au Primorié,.

### Processus de création de la république d'Extrême-Orient (FER)
En octobre 1919, Ivan Iakouchev, ancien autonomiste sibérien rallié aux communistes, annonça à Irkoutsk la création d'une zone tampon entre la RSFSR et le Japon. Ce nouvel État serait démocratique et bourgeois, différent à la fois du régime bolchévique et de la dictature de Koltchak. Le 12 novembre, les futurs dirigeants de ce pays sont élus à Irkoutsk ; le « centre politique », de tendance SR et menchévik,. Avec la défaite de l'armée de Koltchak en Sibérie par les bolchéviques à la fin de 1919 et la grande marche de glace de Sibérie qui s'ensuit, les alliés se sont, sauf les Japonais, retirés en 1920.
Fin 1919, le centre politique commence des négociations avec le gouvernement de Koltchak pour un transfert de pouvoir vers la future République d'Extrême-Orient. Mais les négociations sont infructueuses, et Koltchak passe son pouvoir à Grigori Semenov. Le 27 décembre, des soulèvements éclatent à Irkoutsk, et le 3 janvier, le centre politique lui demande d'abdiquer, ce qu'il refuse. Il finit par partir, avant d'être arrêté, alors que les armées blanches fuient avec la grande marche de glace de Sibérie. Le centre politique et l'Armée rouge ont pris Irkoutsk, tandis que les alliés commencent à se retirer de Sibérie après la débandade, mis à part les Japonais. Le Bureau d'Extrême-Orient du RKP (b), formé en même temps que le centre politique se divise en deux pour la construction de ce nouvel État, dont une branche orientale confiée à Lazo, Alexeï Nikolaïevitch Loutski et à Vsevolod Mikhaïlovitch Sibirtsev. La capitale n'était pas décidée, soit Verkhnéoudinsk ou bien Vladivostok.

### Évacuation des alliés
Les forces alliées, comprenant la défaite certaine des Blancs en Sibérie, commencent à partir. Le département d'État des États-Unis, certes virulemment anti-bolchéviks, s'étaient rendu compte que les Blancs étaient une cause perdue. Le 31 décembre 1919, le major général William S. Graves ordonna aux soldats américains de se réunir dans les quartiers généraux, et le 5 janvier 1920, il reçut les ordres de Washington de commencer l'évacuation. Les premières unités américaines se retirèrent début janvier, et malgré les grèves et les sabotages des rails sur le Transsibérien, les derniers hommes avec Graves partirent le 1er avril 1920. En même temps, les Britanniques, les Tchèques et les français se retirent. En juin 1920, les derniers tchécoslovaques embarquent à Vladivostok vers les ports européens.

## Main mise des communistes au Primorié

### Coup d'État communiste de janvier 1920 et réactions

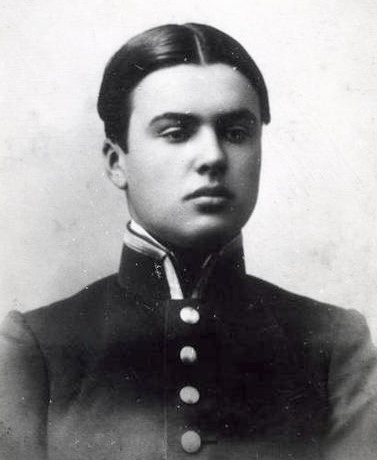
Sergueï Lazo est sans doute l'un des principaux révolutionnaires du Primorié. Le raïon de Lazo est d'ailleurs nommé en son honneur.

Le 31 janvier 1920, un coup d'État contre le gouvernement de Koltchak se passe à Vladivostok, qui permet au zemstvo du Primorié, organisation bolchevik, de prendre le pouvoir. Par ailleurs, Nikolsk-Oussouriïsk avait été prise le 26 janvier 1920 par les bolcheviks, et Iman est prise le 1er février 1920. Le zemstvo s'est déclaré gouvernement provisoire d'Extrême-Orient, et le socialiste-révolutionnaire Alexandre Medvedev est devenu chef de gouvernement, tandis que les bolchéviks comme Lazo occupaient les autres postes, dont le conseil militaire. Pour Lazo et ses camarades, le but était de soviétiser la région, mais le centre politique et le Bureau sibérien du RKP (b) (Sibburo) avait ordonné la construction d'une république démocratique bourgeoise, même si des soviets s'étaient formés à travers la région,.
Le 25 février 1920, une compagnie japonaise de soldats et officiers se rebelle à la Première rivière, exigeant d'être rapatriés. Le commandement japonais ordonna le désarmement des mutilés, puis ils furent envoyés au Japon pour qu'une enquête soit menée,.
Le 16 mars, la IVe Conférence d'Extrême-Orient du RKP (b) a eu lieu à Nikolsk-Oussouriïsk, dans lequel le Sibburo, via son président Ivan Kouchnarev, prend la parole pour soutenir les ordres déjà donnés. La plupart des participants souhaitaient que les soviets puissent être continués, ce qui provoqua de vifs débats lors de la conférence. Ils parvinrent à s'accorder sur une soviétisation future du territoire, mais sans date pour l'instant. Le 2 avril, le Congrès extraordinaire des travailleurs de l'oblast de Primorié qui s'est tenu à Nikolsk-Oussouriïsk, en préparation de la république d'Extrême-Orient (FER) imminente. Lazo et Kouchnarev ont passé leur temps à convaincre les représentants de ne pas établir un pouvoir soviétique. Au final, tous s'accordèrent à soutenir la FER mais cependant les soviets déjà existants ne seraient pas dissous. C'est Lénine lui-même qui avertit le Primorié de ne pas provoquer les Japonais en aucun cas, et donc aucun pouvoir rouge. Cependant, Lazo, Sibirtsev et d'autres membres du Comité régional du RKP(b) sous-estimèrent la menace qui pesait sur la région.

### Une domination japonaise de plus en plus forte
En parallèle, l'incident de Nikolaïevsk a lieu du 12 au 15 mars 1920, qui en plus de tuer des soldats japonais, les rouges tuèrent tous les civils japonais, y compris le vice-consul et sa famille. Cet événement choqua les Japonais, décrétant un deuil national, et ont commencé à se méfier fortement des partisans soviétiques. Le gouvernement nippon, pour éviter un nouvel événement similaire, commença un plan pour éliminer tous les chefs partisans d'Extrême-Orient. De plus, le Japon força le zemstvo du Primorié à signer un accord, qui stipulait que les armées rouges ne pouvaient pas maintenir des unités dans les villes du Primorié, ainsi que dans un radius de 15 verstes autour des lignes de chemin de fer, mis à part pour quelques petites milices. Tout passage de milice d'un lieu à un autre devait avoir l'accord des troupes interventionnistes, tandis que quasi tous les entrepôts sont devenus sous gestion des Nippons. De plus, une démarcation fut établie, avec une zone neutre entre le village de Chmakovka et la rivière Iman. La partie nord appartenait à la future FER, et le sud aux Japonais,.
Dans la nuit du 4 au 5 avril 1920, les Japonais organisent des soulèvements dans toutes les grandes villes du Primorié et de l'Amour, comme à Vladivostok, Nikolsk-Oussouriïsk, Spassk, Chkotovo, Possiet et Khabarovsk. Anarchistes, bolchéviques, sociaux-révolutionnaires et autres partisans sont arrêtés tandis que les détachements de partisans sont abattus. Les 3 chefs que sont Lazo, Loutski et Sibirtsev sont arrêtés, emmenés à la gare de Mouriavov-Amourski, et tués, avant que leurs corps soient brûlés. Environ 7 000 soldats et civils sont tués lors des affrontements,.

### Proclamation de la république d'Extrême-Orient

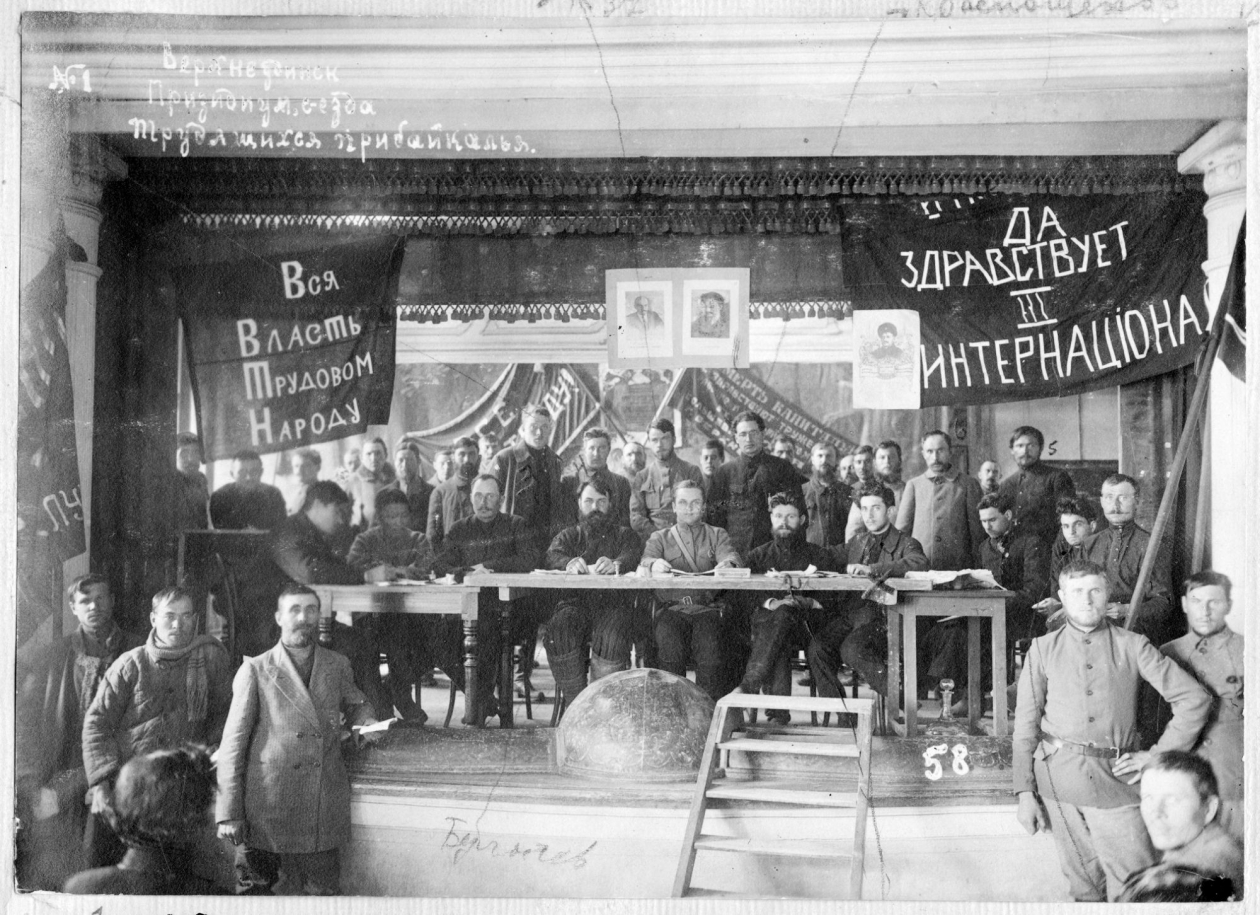
Conseil proclamant la FER à Verkhnéoudinsk.

Le 6 avril 1920 à Verkhnéoudinsk, face à l'accroissement de la domination japonaise, la FER est proclamée afin d'avoir un État tampon entre les rouges et les Japonais, et en octobre, la capitale est déplacée à Tchita,.
Les Japonais prirent alors le pouvoir au Primorié, et essayèrent d'ensuite le passer à des non-socialistes, mais personne n'accepta le transfert. De ces faits, les Japonais rendirent dans les jours qui suivent le pouvoir à la République d'Extrême-Orient. Les japonais qui soutenaient Semenov voyaient en lui le nouveau chef de la région, mais en parallèle ce dernier se battait contre des unités de l'armée populaire révolutionnaire de la république d'Extrême-Orient (NRA) à plusieurs reprises, ce qui entachait sa réputation,.

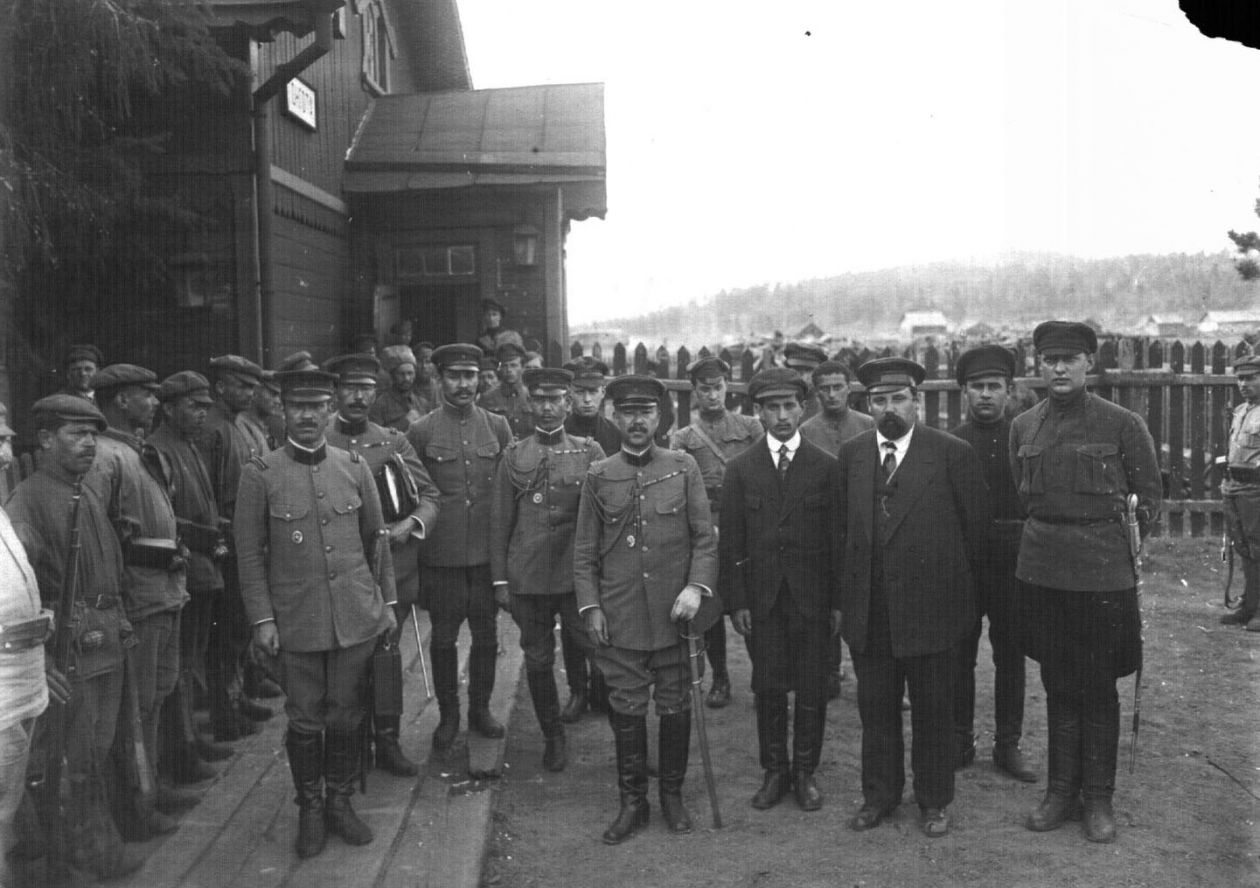
Rencontre en avril 1920 entre des Japonais et des représentants de la FER à Gongota (kraï de Transbaïkalie).

Le 14 mai 1920, après que Krasnochtchekov se soit plaint auprès de Lénine le 5, la RSFSR reconnaît officiellement la FER, ce qui entraîne le commandement japonais à commencer fin mai des négociations avec la FER, alors que Tchita a aussi été prise début avril. Dans les semaines suivantes, les japonais redonnent le pouvoir au zemstvo du Primorié, mais ce zemstvo ne rejoint pas la FER. Le 17 juillet 1920, il est décidé lors de l'accord de Gongota d'un retrait progressif des Japonais de l'Extrême-Orient, alors qu'ils occupaient à ce moment-là le Primorié, la région de l'Amour et une partie du chemin de fer transbaïkal. En automne 1920, suivant les accords, les Japonais conservent leur occupation du Primorié et de la ville de Nikolaïevsk,.

### Mise en place de la république d'Extrême-Orient au Primorié
Lors de la conférence d'unification de Tchita, du 28 octobre au 11 novembre, le zemstvo du Primorié s'accorde à s'unifier dans la FER, ce qui est acté le 12 décembre, pour rentrer en pratique le 19. Le zemstvo se transforma dès lors en gouvernement local. La Direction générale primorienne de l'Extrême-Orient est ainsi créée, dirigée par Vassili Grigorievitch Antonov, un bolchévik.
En novembre 1920, la Transbaïkalie n'ayant plus de troupes japonaises, la NRA lance une offensive, et les Blancs fuient par la Chine vers le Primorié, surtout entre Pogranitchny et Razdolnoïe. Déjà depuis juillet, des troupes de Semenov s'étaient établis à Grodekovo.
Entre le 9 et le 11 janvier 1921, des élections ont lieu pour élire l'Assemblée constituante d'Extrême-Orient. Les paysans bolchéviks obtiennent 183 députés, suivis de 92 sièges pour les bolchéviks, 44 sièges pour les paysans menchéviks. S'ensuivent 24 sièges pour les sociaux-révolutionnaires (dont 6 régionalistes sibériens), 14 pour les menchéviks, 13 pour les nationalistes bouriates, 8 pour des anciens du KD, 3 pour les sociaux-populaires et enfin un sans étiquette. Elle adopta une constitution le 27 avril 1921 après presque de 4 mois de travaux. Selon la constitution, le pays est multipartie, avec une économie libérale, mais établit aussi l'égalité entre tous les citoyens, tous en garantissant les libertés fondamentales et la propriété privée. Mais en pratique, elle est un État fantoche et autocratique, dirigé par les bolchéviks,.

### La volonté des Blancs de revenir au premier plan
En mars, le 1er Congrès des représentants de diverses organisations non-socialistes du Primorié et de l'emprise du chemin de fer de l'Est chinois s'est réunit à Vladivostok,.
Dans la nuit du 31 mars 1921, les gardes blancs tentent un coup d'État, après avoir constaté la faiblesse des garnisons de la FER. Ils sont cependant très vite battus. Le 14 avril, les chefs des armées blanches se réunissent à Harbin en Mandchourie pour élaborer un plan pour une offensive générale contre l'Extrême-Orient et la Sibérie. En parallèle, d'anciens militaires blancs s'arment grâce aux dépôts d'armes laissés par les légions tchécoslovaques après leurs départs. Le prochain coup était imminent,.
Le gouvernement de la FER est alors très impopulaire au Primorié, la population aurait préféré garder l'ancien zemstvo. De plus, les troupes japonaises limitent le déploiement des forces communistes, la région regorge de Semionovites et de Kappelites, avec en comptant les familles plus de 20 000 personnes, et les partis et associations non-socialistes sont en essor. Le 23 mai à Nikolsk-Oussouriïsk, peu avant le coup, un détachement rouge chercha à arrêter des Kappelites, mais ils reçurent des renforts, permettant de repousser les rouges. La police municipale qui ne voulait pas s'impliquer dans le conflit, remis ses armes aux Kappelites,,.

## Gouvernement provisoire du Priamour (1921 - 1922)

### Gouvernement de Merkoulov

#### Coup d'État du 26 mai

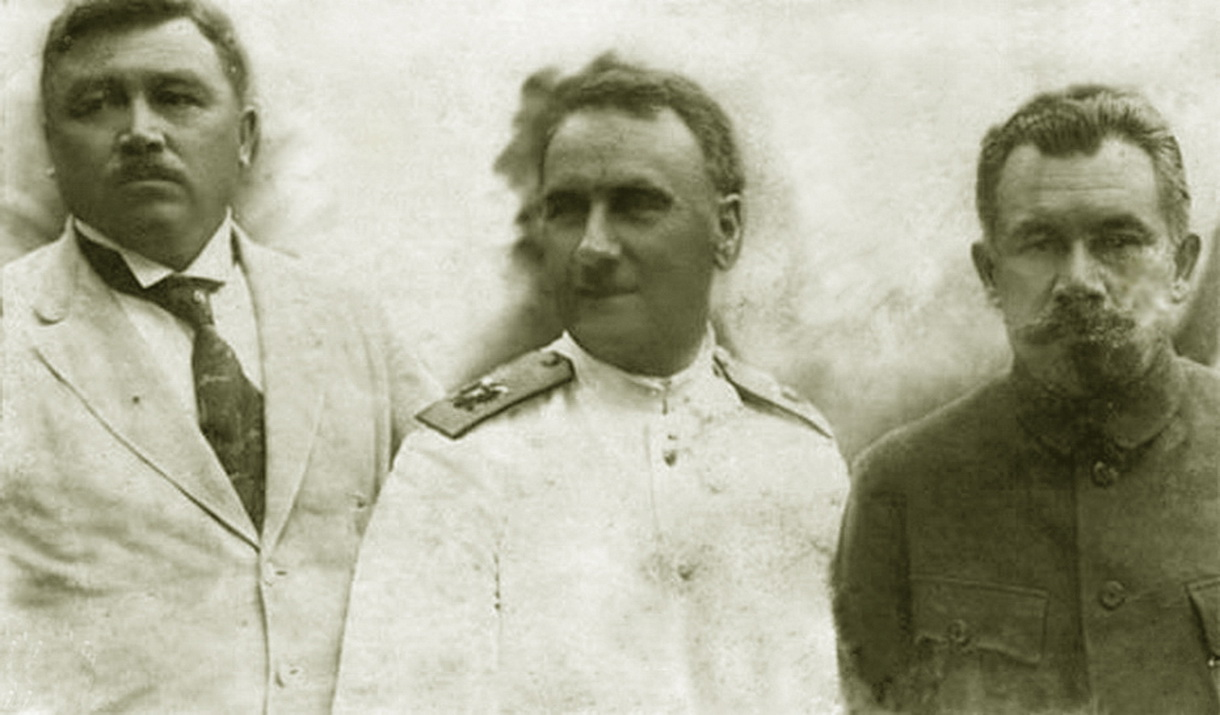
De gauche à droite : le ministre des Affaires étrangères ND Merkoulov, l'amiral GK Stark et SD Merkoulov, président du gouvernement provisoire du Priamour.

Le 26 mai 1921, dans ce contexte favorable, Dmitri Antonovitch Lebedev, Nikolaï Dionissevitch Merkoulov et son frère Spiridon Dionissevitch Merkoulov, avec d'autres militaires, organisent un coup d'État à Vladivostok,. Les Kappelites et Semionovites ont désarmé les troupes rouges et les ont arrêtés. Les Japonais soutinrent le coup, car cela leur permettrait de pouvoir se retirer du Primorié. Les frères Merkoulov, des hommes d'affaires, prirent la tête du nouvellement créée le gouvernement provisoire de Priamour, avec Spiridion en tant que président du gouvernement et Nikolaï est lui ministre de la Marine et des affaires étrangères. L'amiral Stark devint lui le chef de la flottille militaire sibérienne.

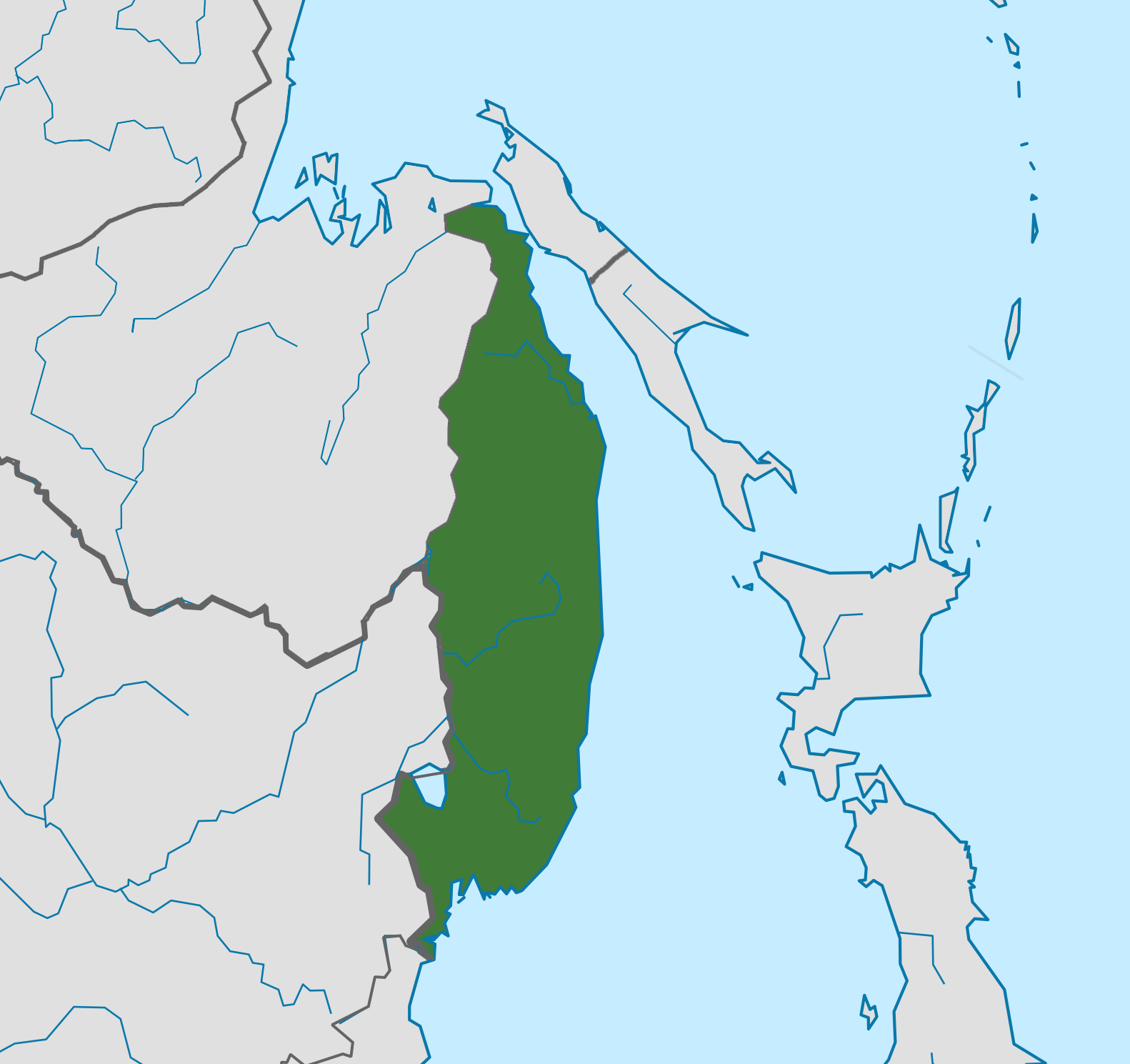
Carte du Priamour fin décembre 1922 à son extension maximale.

Les forces du Zemstvo de l'Amour sont brisées. Douze jours difficiles de lutte pour les communistes, sans ravitaillement, sans cartouches, ont décidé du sort du territoire des communistes.

#### Un gouvernement libéral et une nouvelle armée
Le gouvernement créa directement une armée, nommée Belopovstanskaïa (BPA), et négocia avec les Kappelites pour que les unités établies en Mandchourie reviennent au Primorié. Elle compta 15 000 soldats, avec le général de Koltchak Grigori Verjbitski à leurs têtes. Il fit aussi venir des cosaques du mouvement blanc en Transbaïkalie. Le gouvernement était aussi prêt à accepter les contingents de l'armée russe réfugiés en Europe, comme le général Piotr Wrangel. La réaction à l'étranger de ce nouvel État blanc, qui en était le dernier bastion était mitigé, entre ceux voulant les aider d'une part, et ceux sceptiques car non viable sans les Japonais d'autre part. Merkoulov et son gouvernement souhaitaient être le début de la reconquête par les blancs de la Russie, même s'ils ne disposaient pas des forces militaires requises. Ils espéraient plus des soulèvements populaires pour vaincre l'Armée rouge et déposer ses leaders.
Pour se distinguer de la FER, le gouvernement provisoire s'est présenté comme un gouvernement démocratique avec des libertés économiques, en s'opposant aux bolchéviks et de la FER, même si de fait, le pays était dépendant des armées japonaises pour assurer sa protection. Au début de juin 1921, des ministères furent créés (affaires étrangères, justice, finances, etc.), l'indépendance judiciaire fut rétablie, mais l'indépendance de la presse fut restreinte, les organes de l'État pouvant contrôler les publications. Pour les ouvriers, la journée de 8 heures fut maintenue, tout comme les syndicats. Dimitri Semenov, qui devenait un allié encombrant de par ses constantes escarmouches et du fait qu'il travaillait pour son compte et celui des Japonais, fut interdit l'accès au Primorié, et il dut s'exiler.

#### La cuisante défaite de l'offensive de Khabarovsk
Pendant l'été et le début de l'automne, la possibilité d'une offensive contre les bolchéviks arrive sur la table dans les rangs de la BPA. Cependant, très peu de fonds furent alloués pour la campagne, mais elle commença tout de même début novembre 1921, après que la révolte iakoute ait commencé en septembre, affaiblissant la NRA, avec la prise par les blancs d'Okhotsk en octobre. La BPA pris à la mi-novembre Anoutchino, Soutchan et Iakovlevka , et après ces succès, d'autres s'ensuivirent. Les réussites ont permis la capture de nombreux stocks d'armes. Il fut ainsi décidé d'aller plus au nord, et le 22 décembre 1921, Khabarovsk fut prise, soit plus de 600 kilomètres en moins de deux mois, et la BPA pousse ensuite de l'autre côté du fleuve Amour,.
Mais des problèmes de cette campagne apparurent vite, surtout comme l'approvisionnement ; la ligne de chemin de fer a été partiellement détruite lors des combats entre Vladivostok et Oussouriïsk. De plus, un épisode hivernal avec de très basses températures s'est installé en décembre, compliquant la tâche des blancs. De plus, le gouvernement avait espoir que les autres pays les financeraient après ses succès, mais aucun n'arriva, et le gouvernement n'osait pas demander. La FER et la RSFSR, inquiets de ces avancées fulgurantes, lancent sa contre-offensive contre Khabarovsk le 12 janvier, et la BPA décide d'abandonner la ville le 14 février sans combat. Le 27 février, la NRA contrôle Bikine. La BPA avait décidé de se replier face aux problèmes logistiques, et lors de la retraite, des Japonais voulurent désarmer par malentendu des unités de la BPA,. Le 18 mars, la ville d'Iman est reprise par la FER.
Après ces défaites et retraits, des conflits émergèrent entre le gouvernement et le commandement de la BPA. Pour le commandement, le gouvernement a consulté des « personnes irresponsables », et le gouvernement cherche alors des solutions et du soutien, que ce soit des Semenovites, des marins de la flottille sibérien ou autres. En parallèle, des négociations commencent entre la RSFSR et le Japon sur une évacuation complète du Primorié. Au printemps 1922, à cause de ce possible départ, le moral est au plus bas, la situation est désespérée, et une révolte est de plus en plus probable,.

### Dictature de Dieterichs

#### Renversement par Dieterichs du gouvernement de Merkoulov

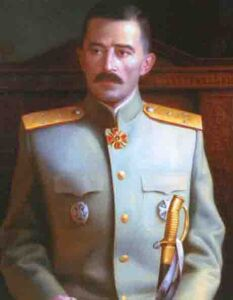
Portrait de Dieterichs.

Avec la contestation qui grogne, le général Mikhail Dieterichs souhaite s'accaparer du pouvoir et arrêter les frères Merkoulov. Il ne manquait plus qu'un motif, qui eut lieu le 31 mai 1922. Le gouvernement de Merkoulov décida de dissoudre l'Assemblée du peuple, l'organe législatif du Priamour. Mais l'Assemblée ne voulait pas obéir, et se tourna alors vers les militaires pour trouver du soutien. Le commandement était pourtant défavorable à cette assemblée, qu'il considérait comme un luxe inutile. Mais le commandement ne voulait pas aussi des réformes de Merkoulov de l'armée, et se rangea du côté de l'assemblée.
Le 1er juin 1922, l'Assemblée décida de renverser le gouvernement, provoquant de fait un coup d'État, et elle ordonna l'arrestation des Merkoulov. Le pouvoir fut transféré au président de cette assemblée. En parallèle, Stark et le chef d'état-major, N.I Fomine, déclarèrent se ranger du côté de l'assemblée, et donc par extension la flottille militaire sibérienne. S. Merkoulov perd ses fonctions, mais son frère Nikolaï reste le ministre des affaires étrangères. Dans l'armée, des unités cosaques de Nikolsk et de Spassk ne reconnurent pas le coup, attendant la réaction Semenov. Malgré quelques oppositions, l'Assemblée réussit son coup, même si les Japonais ont tenté de réconcilier les deux partis, vu qu'ils étaient sympathiques vis-à-vis de l'ancien gouvernement. L'Assemblée, sous la volonté du commandement, décida d'inviter Dieterichs, alors établi à Harbin, pour prendre la tête du gouvernement. Pendant les premiers jours, des escarmouches eurent lieu, provoquant des morts, et les cosaques proposèrent de convoquer un zemski sobor. Le 8 juin, Dieterichs arriva, et les Merkoulov se rangèrent derrière lui, réalisant que personne ne les soutenaient encore. Le 10 juin, en prétextant de réconcilier les deux partis, il convainquit l'Assemblée de s'autodissoudre, de plus en plus vue comme un agitateur au Primorié, et se montra favorable à la convocation d'un zemski sobor. Jusqu'à la convocation de celui-ci, il refusa de devenir président du gouvernement, et laissa l'ancien gouvernement de manière intérimaire. Il réunit aussi l'armée en un, en réconciliant les différents partis.

#### Le Zemski sobor de l'Amour pour légitimer le pouvoir de Dieterichs
Le 26 juin 1922, le règlement du Zemski sobor de l'Amour est publié. Même si les Merkoulov ont tout fait pour que leurs anciens fidèles ne rejoignent pas le zemski, Dieterichs insista et ils vinrent bien. Furent conviés aussi les représentants du clergé, de l'armée, de la société civile, de partis de droite et du centre, de propriétaires fonciers, des gouvernements municipales et d'autres institutions et groupes. Tous étaient éligibles, sauf les communistes et les socialistes. En juillet eut lieu des élections pour élire les représentants au zemski sobor.
Le zemski sobor s'ouvrit le 23 juillet 1922, avec comme président le patriarche Tikhon de Moscou, bien que ce dernier soit placé en détention par les communistes depuis avril 1922. Le président de travail élu est Nikandr Ivanovitch Mirolioubov, alors professeur de la faculté de droit de Harbin. Ce zemski sobor, clôturé le 10 août, déclare reconnaître le pouvoir suprême de la maison des Romanov, avec en empereur Nicolas Nikolaïevitch ou en impératrice Maria Feodorovna. Il demande au gouvernement de faire en sorte qu'un des Romanov puisse venir pour reprendre le rôle suprême. Cette arrivée était cependant de fait pas possible, entre les crises politiques et économiques de la région, la dépendance envers le Japon et la menace de la NRA. Le 8 août, Dieterichs devient le gouverneur du Priamour, région qui possède désormais un nouveau nom ; le kraï du zemstvo de l'Amour.
Ce zemski sobor a transformé le Priamour en une dictature militaire, s'appuyant sur l'Église orthodoxe russe pour sa légitimité. Il ordonna dans le décret no 1 que le sobor élise parmi ses membres, sur la base des proportions des différentes factions la Douma du zemstvo. Dans le no 2, publié le 9, des instances gouvernementales sont créées, tout en réduisant l'importante bureaucratie du précédent gouvernement, et 321 912 personnes sont élues à la Douma le même jour. Le décret no 2 interdit aussi les communistes et socialistes, qui doivent être expulsés hors du territoire. Dieterichs établit un système de paroisses pour la gouvernance local. Pour lui, implanter ce système était facile vu que les paroisses existaient déjà, et quand des conquêtes auront lieu, la mise en place sera là aussi aisée. Dans l'armée, les corps furent refaits, tout comme la composition des quartiers généraux et il y eut des abolitions de certaines divisions, dans le but de faire des économies. Il renomma aussi l'armée en « Zemskaïa Rat ».

#### Le sauve-qui-peut
En septembre 1922, le IId Congrès non-socialiste s'est ouvert à Nikolsk-Oussouriïsk, autorisé par Dietrich, dans l'espoir de convaincre les industriels d'aider au financement du pays, qui était à peine a-dessus de 400 000 roubles-or de positif par mois. Il fit appel aussi, lors de son discours d'ouverture, à l'intelligentsia, et des collectes se suivirent. Le congrès proposa de créer un conseil de défense, mais rien ne fut plus que des mots pour Dieterichs.

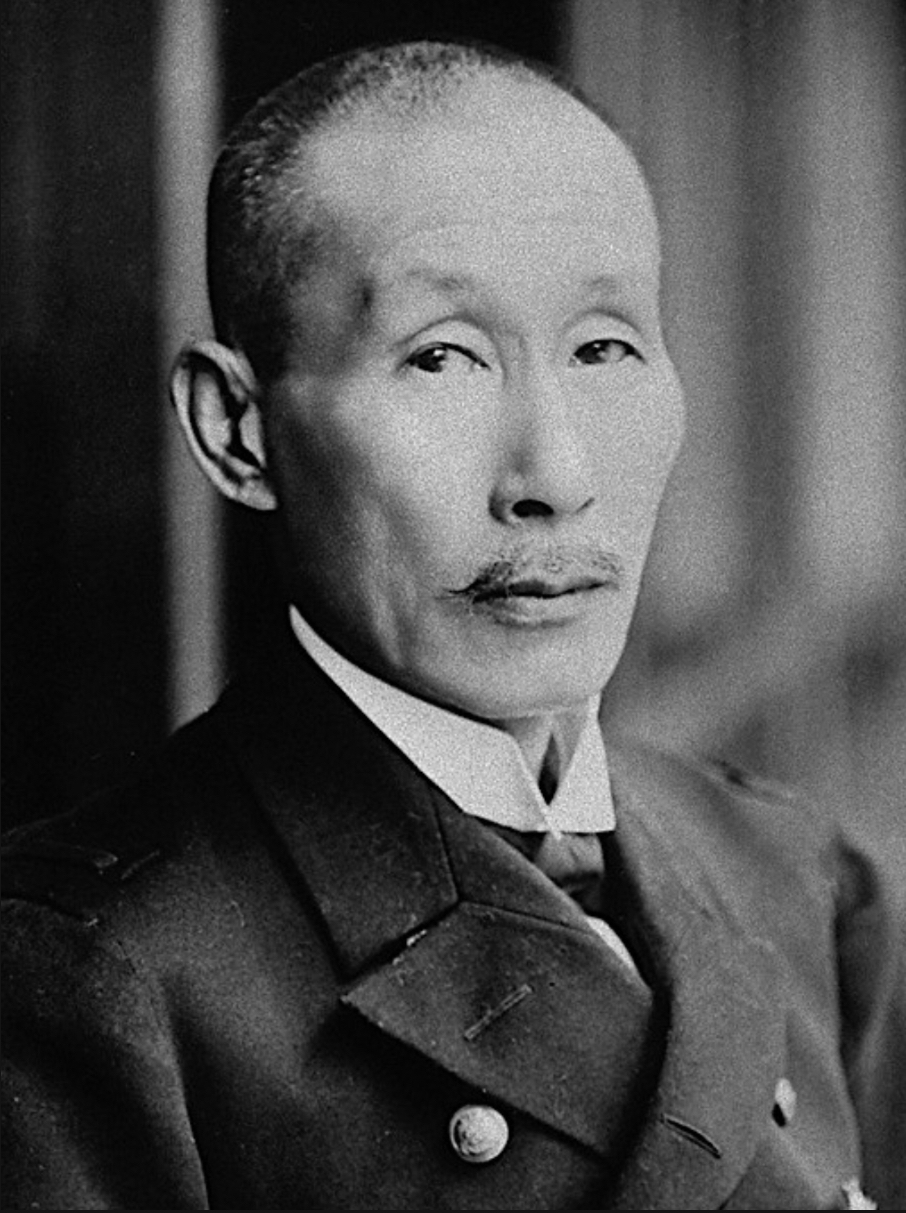
Katō Tomosaburō, qui décida de la fin du retrait.

Parallèlement, les Japonais préparaient leur évacuation, ils devaient quitter Spassk début septembre. Le gouvernement de Katō Tomosaburō était pressé par ses alliés occidentaux et par une partie de la classe politique japonaise. Pour les partisans de la FER, ils considéraient déjà la ville comme prise, mais l'armée du Primorié se prépara à les piéger, en lançant leur offensive. Ils prirent position autour de la ville, et établirent aussi la liste des groupes de partisans au Primorié. Le 1er septembre, ils passèrent à l'offensive, et après avoir pris Spassk, ils prirent jusqu'à Chmakovka (raïon de Kirovski) le 6 septembre, mais ont été repoussés par la suite, et la Zemskaïa Rat se retira alors jusqu'à Kraïevski le 14 septembre.

#### L'offensive des communistes
Le 2 septembre 1922, le général Mikhail Dieterichs lance avec son armée une offensive pour reprendre Khabarovsk des mains des communistes, en longeant de le chemin de fer de l'Oussouri. Le but était d'atteindre l'arrière des unités de la NRA. Les blancs ont réussi à occuper Sviaguino (raïon de Spassk) et Chmakovka (raïon de Kirovski). Le 2 octobre, quelques partisans rouges cosaques organisèrent un soulèvement dans un village de la plaine du Khanka, avant d'aller se réfugier en montagne,.
Face à cela, la NRA a lancé son offensive pour reprendre le Primorié des Armées Blanches, via sa Ire division transbaïkale. L'offensive consistait à vaincre les Blancs en les attaquant en face tandis que d'autres divisions les contournaient pour rejoindre Spassk-Dalni, et ainsi couper l'approvisionnement. Le 4 octobre, la NRA est passée à l'offensive, et le 8 octobre, elle a atteint après 50 km au sud Sviaguino, repoussant les blancs vers Spassk-Dalni. Le 8 et le 9 octobre, la bataille de Spassk-Dalni eut lieu, et la ville fut prise le second jour de la bataille, permettant de se diriger vers le sud du Primorié,.
Du 10 au 15 octobre, dans les ouïezds de Voznesenka et de Monastyrichtche (à 50 km au nord de Nikolsk-Oussouriïsk), les Blancs furent vaincus. En fin de la journée du 15 octobre, l'Armée rouge arriva à Nikolsk-Oussouriïsk, ainsi que dans le raïon de Grodekovo. Le 19 octobre, la Ire division transbaïkale a atteint la périphérie de Vladivostok, ville encore occupée par les Japonais. C'est alors qu'une grève générale eut lieu à partir du 21 octobre 1922 à Vladivostok pour que la NRA prenne la ville.

#### Chute de Vladivostok: la dernière ville russe blanche tombe
Après la bataille de Spassk, qui fut décisive, avec la prise de la ville le 9 octobre 1922, il était rendu à l'évidence pour les dirigeants d'abandonner et de fuir. Déjà proposée dès l'été, la fuite au Kamtchatka, et plus particulièrement à Petropavlovsk, fut envisagé. Des plans avaient été établis pour transférer la flottille au Kamtchatka, ainsi que tous les autres navires de Vladivostok, en transportant le plus de monde possible. Dans le décret no 54 du 15 octobre, Dieterichs dit que « [...] la possibilité de se déplacer avec une partie des troupes et des flottilles à Petropavlovsk-Kamchatski, où, en raison à la période de l'année et en raison de [...] la supériorité en mer, on pouvait s'attendre à tenir encore assez longtemps ». Le but était de créer un État indépendant au Kamtchatka, sous protectorat japonais. Mais le même jour, le Primorié blanc avait déjà une mort certaine, et la fuite vers la péninsule était de moins en moins probable dans les temps impartis. Le 16, Stark demanda à Dieterichs sur le plan, qui répondit qu'il pouvait s'occuper librement et seul de la flottille. Ce jour-là, l'évacuation des restes des armées blanches commença, avec les premiers bateaux, transportant aussi le gouvernement et les civiles vers le port alors japonais de Wonsan. Le plan vers le Kamtchatka avait coulé.
Dans le décret no 65, le dernier, Dieterichs écrivit « Les forces de la Zemskaïa Rat de l'Amour sont brisées. Douze jours difficiles de lutte pour les héros de la Sibérie et de la campagne de glace — sans ravitaillement, sans cartouches — ont décidé du sort du kraï du zemstvo de l'Amour. Bientôt, il en sera terminé. [...]»,.

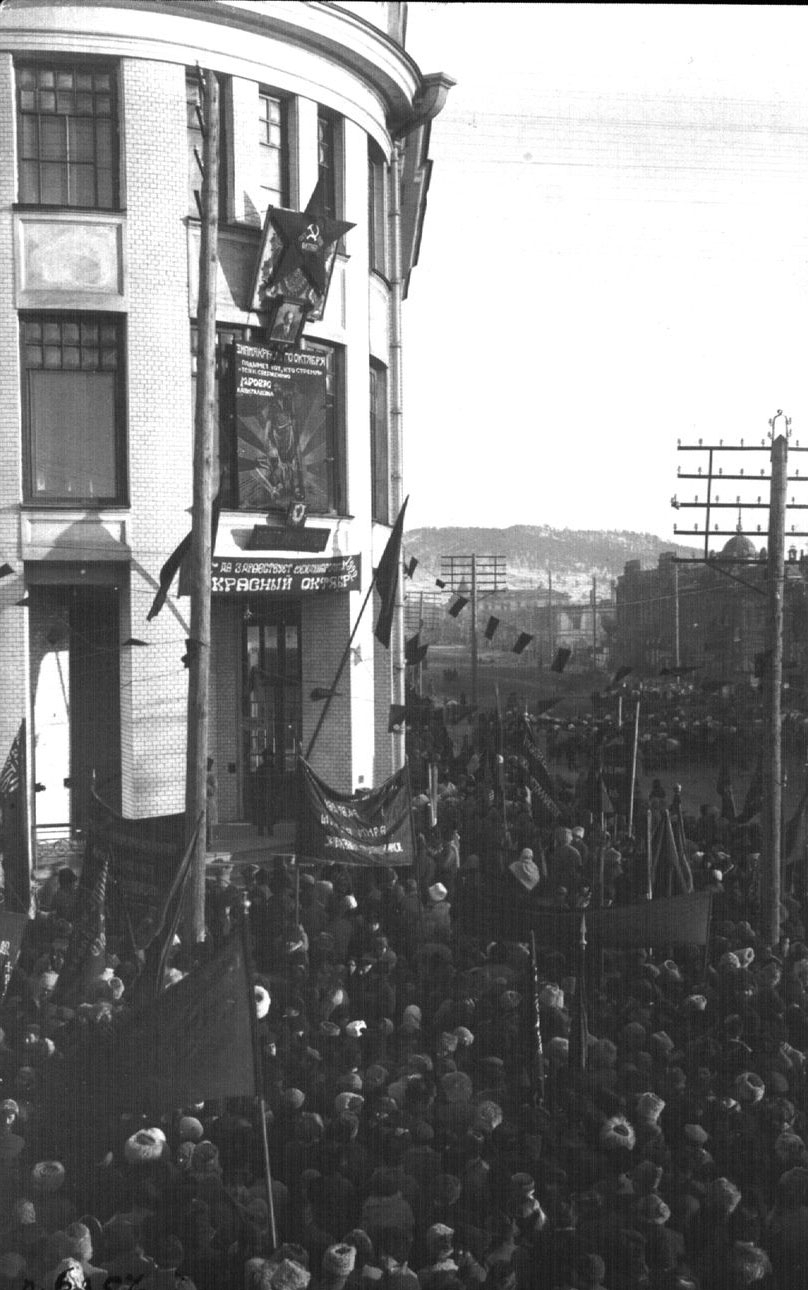
Manifestation pro-communiste le 14 à Vladivostok pour l'adhésion devant l'Assemblée populaire.

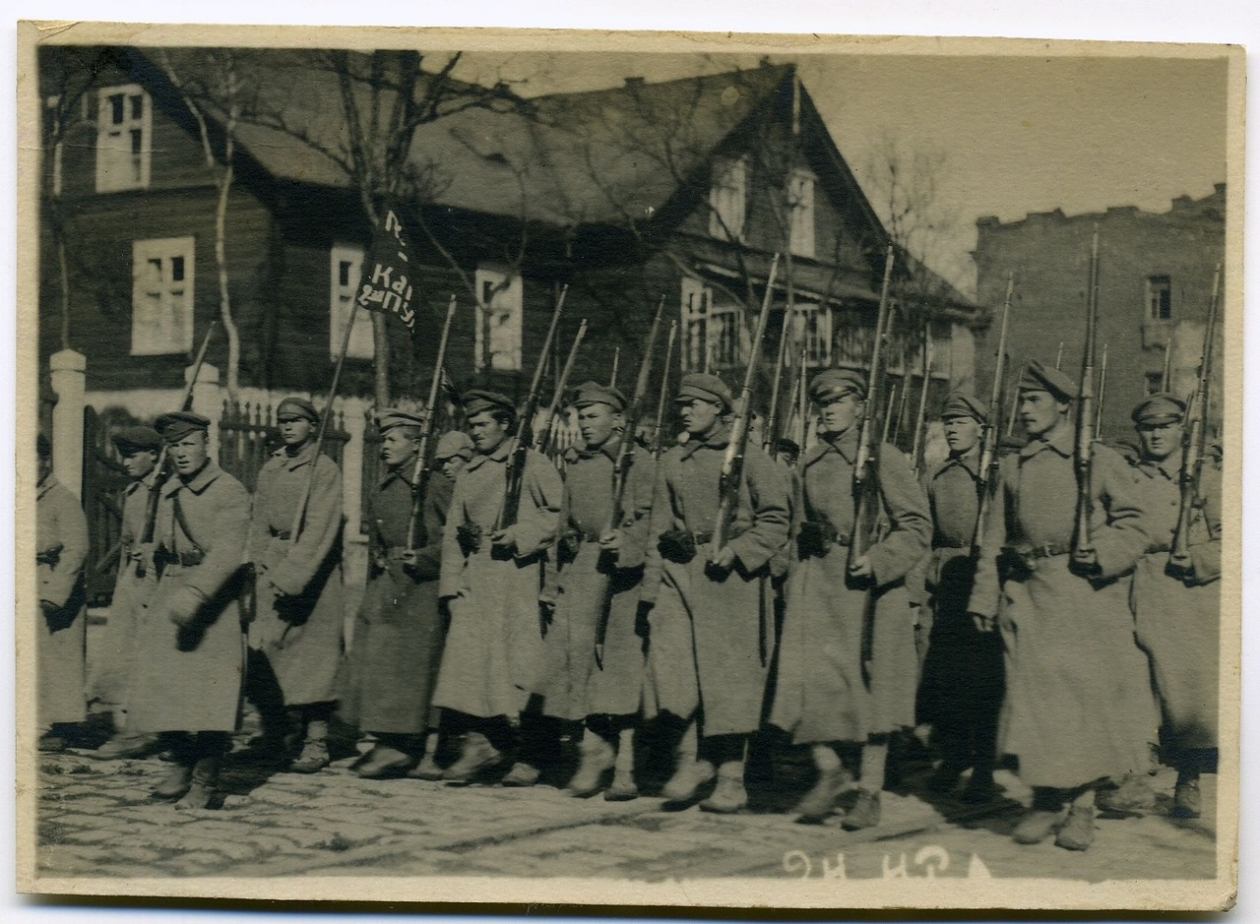
Soldats marchant à Vladivostok le 25.

Le 24 octobre, les Japonais et le gouvernement de la république d'Extrême-Orient signent à la halte de Sedanka un accord qui prévoit le retrait des troupes japonaises au plus tard le 25 octobre 1922 à 16 heures. À 16 heures, le 25 octobre, l'Armée rouge pénètre dans la ville sans combat, la dernière grande poche des Armées blanches est tombée.
La nouvelle de la chute du dernier grand bastion pro-empire fut accueilli différemment à travers le monde. Alors que pour Pavel Petrov, figure du mouvement blanc en Russie européenne, le pays était voué à l'échec, car se concentrant trop sur une reconquête, la nouvelle en Europe ne fut même pas prise au sérieux, l'importance de ce pays étant faible. Au Primorié, nombreux reprochèrent la gestion à la fois des Meloukov mais aussi de Dieterichs, les premiers pour leur gouvernement  inefficace, le second pour sa dictature. En Extrême-Orient, des détachements se formèrent en Mandchourie, mais parvinrent trop tard, ne pouvant pas aider les troupes ayant désormais fui.
Le 8 et le 9 novembre, d'importants rassemblements sont organisés par les bolchéviks pour l'adhésion de la FER dans la RSFSR. Le 14 novembre, l'Assemblée populaire de la république d'Extrême-Orient adopte une résolution demande l'adhésion, et le 15 novembre, le comité exécutif central panrusse accepte la demande,. Le 20 novembre, Lénine déclara ;  « Vladivostok est loin, mais c'est une ville à nous ».

## Pour approfondir